# Edgard Flandre
Edgard Flandre (Erpion, 3 januari 1943 − Malmedy, 13 januari 2022) was een Belgisch senator.

## Levensloop
Flandre werd agrobioloog en schreef tips over biologisch tuinieren in het tijdschrift Ardennes magazine. Hij werd eveneens actief bij Nature&Progrès en zetelde in de jaren '80 in het bureau van deze milieuvereniging. Daarnaast was hij in 1984 medeoprichter van het Nationaal Verbond van Belgische Agrobiologen, waarvan hij eveneens de voorzitter was. Tevens was Flandre actief als leraar voor kwetsbare kinderen. 
Zijn passie voor agrobiologie bracht hem in contact met de ecologische beweging. Hij was een van de pioniers van wat later de partij Ecolo zou worden en was bij de verkiezingen van april 1977 voor de lijst Ecologistes kandidaat voor de Kamer in het arrondissement Thuin. In oktober 1985 voerde Flandre de Senaatslijst van Ecolo voor het arrondissement Charleroi-Thuin aan en werd hij met bijna 40.000 voorkeurstemmen verkozen. Als gevolg van de toen bestaande dubbelmandaten zetelde Flandre van 1985 tot 1987 van rechtswege ook in de Waalse Gewestraad en de Raad van de Franse Gemeenschap.
Bij de verkiezingen van 1987 werd Flandre niet meer op de lijst geplaatst. Zijn conservatieve politieke opvattingen leken te botsen met de progressieve denkbeelden die werden uitgedragen door de Ecolo-federatie van het arrondissement Charleroi.